# 평양 개선문

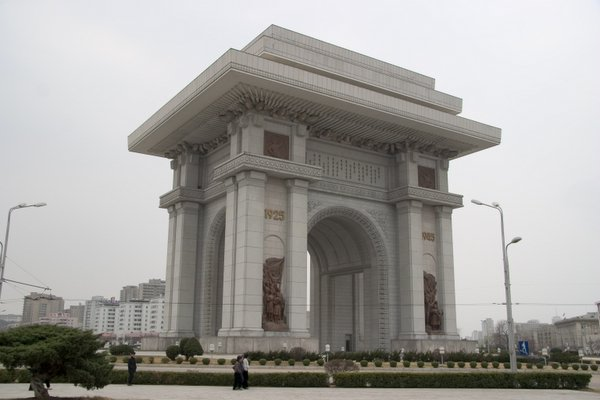
평양 개선문 전경

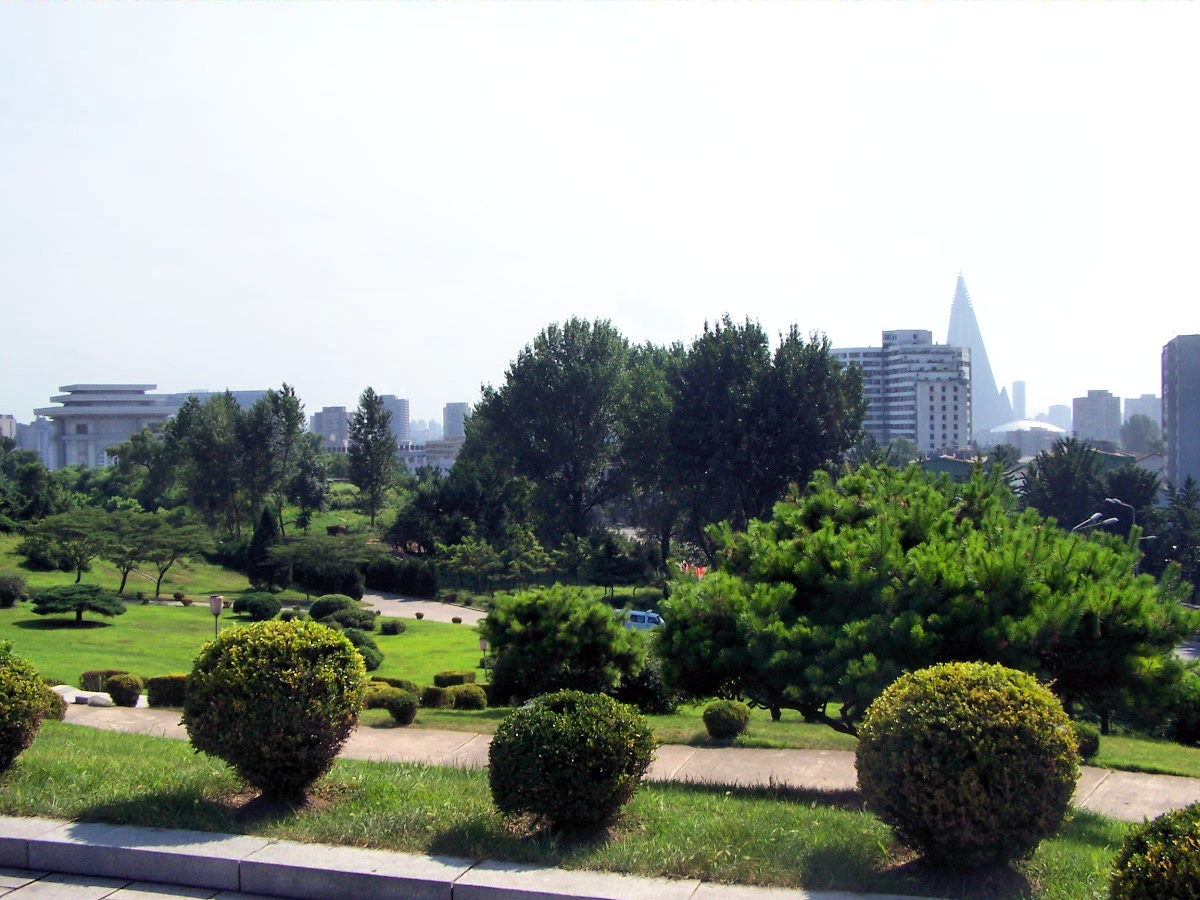
개선 청년 공원에서 왼쪽으로 개선문, 오른쪽으로 류경호텔이 보인다.

개선문(凱旋門)은 조선민주주의인민공화국 평양직할시 모란봉구역의 개선문 광장에 김일성의 독립 운동 업적을 찬양하기 위해 지어진 건축물이다. 1982년 김일성의 70번째 생일에 맞춰 건립되었다.
개선문은 프랑스 파리의 에투알 개선문이 모델이 되었다. 평양 개선문은 높이는 60m, 너비는 50m, 측면 폭 36.2m이며, 파리에 있는 개선문보다 더 크게 지어졌다. 남쪽 기둥에는 '1925'와 '1945'라는 숫자가 새겨져 있는데, '1925'는 김일성이 조국 독립을 위해 고향집을 떠났다는 해인 1925년을, '1945'는 조국이 독립한 해인 1945년을 가리킨다. 개선문은 화강석으로 만들어진 건축물로 1만500개의 돌조각을 사용했다. 평양 개선문은 12개의 방과 난간, 감시용 난관과 엘리베이터를 갖추고 있으며, 높이 27m의 진달래로 꾸며진 4개의 둥근 지붕의 출입구가 위치해 있다.

## 방송
- 걸어서 세계속으로 572회 - 평양속으로 (2018년 9월 15일)

## 같이 보기
- 한국의 건축
- 조선민주주의인민공화국의 관광
- 주체사상탑
- 당창건기념탑